# Pericyma vinsonii
Pericyma vinsonii är en fjärilsart som beskrevs av Achille Guenée 1862. Pericyma vinsonii ingår i släktet Pericyma och familjen nattflyn. Inga underarter finns listade i Catalogue of Life.